# 潦口仙院
潦口仙院，位于中国广东省茂名市化州市下郭区潦口塘贡岭，为化州市文物保护单位，类型为古建筑，公布时间为1997年3月。
潦口仙院的历史年代为宋代。